# Cracker Barrel
Cracker Barrel Old Country Store, Inc. è una catena americana di ristoranti e negozi di "articoli regalo" con a tema la cultura degli Stati Uniti meridionali. L'azienda è stata fondata da Dan Evins nel 1969; il suo primo negozio era in Lebanon, Tennessee. Gli uffici aziendali si trovano in una struttura diversa nella stessa città. I negozi della catena erano inizialmente posizionati vicino alle uscite Interstate Highway negli Stati Uniti Southeastern e Midwestern, ma si sono espansi in tutto il paese negli anni '90 e 2000. Al 1 Settembre 2019, la catena gestisce 660 negozi in 45 stati.
Il menu di Cracker Barrel si basa sulla tradizionale Cucina degli Stati Uniti meridionali|, con aspetto e arredamento progettati per assomigliare a un emporio vecchio stile. Ogni ristorante dispone di una veranda anteriore con sedie a dondolo in legno, un camino in pietra e manufatti decorativi della zona. Cracker Barrel collabora con artisti di musica country. Si impegna in attività di beneficenza, come l'assistenza alle vittime dell'uragano Katrina e ai veterani di guerra feriti.
I dipendenti indossano tra una scelta di camicie bianche, gialle, blu o rosa.